# NHL All-Star Game
Das National Hockey League All-Star Game ist ein Eishockey-Freundschaftsspiel der besten und beliebtesten Spieler der nordamerikanischen Profiliga National Hockey League, das üblicherweise nach etwa Hälfte der regulären Saison stattfindet. Vor dem eigentlichen All-Star-Game wird die NHL All-Star Skills Competition abgehalten, in der verschiedene Fähigkeiten der anwesenden Spieler demonstriert werden.
Ferner fand vorher von 2002 bis 2009 das NHL YoungStars Game statt, hier traten nur sogenannte Rookies gegeneinander an. Die Spielzeit war hier verkürzt. Es spielten jeweils nur vier statt der üblichen fünf Feldspieler.

## Geschichte
Obwohl das erste offizielle All-Star-Game erst während der Saison 1947/48 ausgetragen wurde, gab es vorher schon Benefizspiele, bei denen die besten Spieler der Liga vertreten waren.
Das erste All-Star-Game im Eishockey wurde vor Gründung der NHL durch die Eastern Canada Amateur Hockey Association am 2. Januar 1908 zum Gedenken an Hod Stuart von den Montreal Wanderers, der drei Monate nach dem Gewinn des Stanley Cups ertrunken war, ausgetragen. Die Einnahmen dieses Spiels, welches die Montreal Wanderers mit 10:7 gegen ein All-Star-Team bestehend aus Spielern der restlichen Teams gewannen, gingen an die Familie des Verstorbenen.

### Ace Bailey Benefit Game

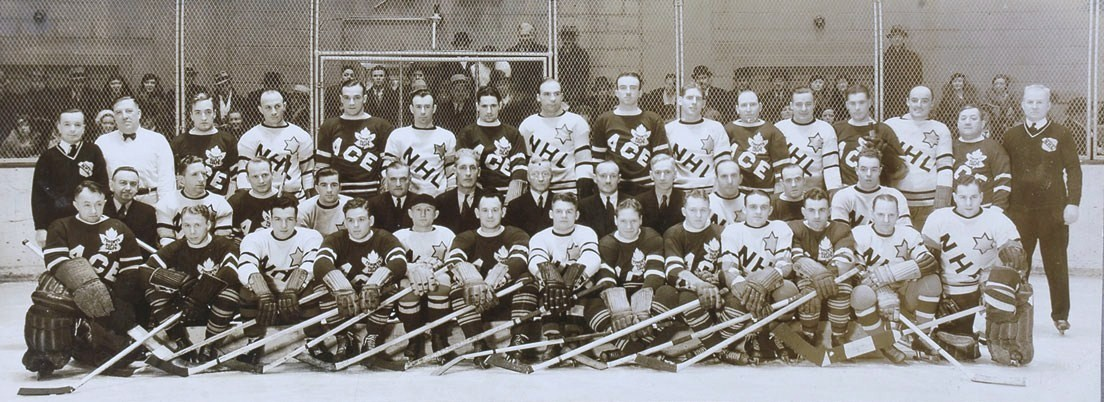
Die beiden Mannschaften beim Ace Bailey Benefit Game

Das erste NHL-All-Star-Spiel wurde 1934 zugunsten von Ace Bailey, einem Stürmer der Toronto Maple Leafs, ausgetragen, der eine Verletzung erlitt, die seine Karriere beendete.
Am 12. Dezember 1933, kurz vor Schluss des zweiten Drittels während eines Spiels der Toronto Maple Leafs und der Boston Bruins im Boston Garden, wurde Ace Bailey vom Verteidiger der Boston Bruins, Eddie Shore, von hinten mit dem Schläger von den Beinen geholt. Dies war eine Revanche für einen Check, der vorher von King Clancy an Eddie Shore verübt worden war. Bailey war nicht das eigentliche Ziel der Attacke, da Shore eigentlich Clancy treffen wollte. Dennoch wurde Bailey bei dieser Aktion schwer verletzt und blieb bewusstlos und blutend auf dem Eis liegen. Baileys Mitspieler Red Horner schlug daraufhin Eddie Shore, so dass dieser ebenfalls bewusstlos zu Boden sank. Nach dem Spiel vergab Bailey Shore den Angriff, da so etwas zum Spiel gehörte. Kurz darauf brach Bailey jedoch mit Krämpfen zusammen und verlor erneut das Bewusstsein. In der folgenden Nacht war es nicht sicher, ob Bailey diese überstehen würde, da er an schweren Gehirnblutungen litt. Falls Bailey gestorben wäre, hätte Shore eine Anklage wegen Totschlag erwartet. Glücklicherweise überstand Ace Bailey diese schwere Verletzung, aber seine Eishockeykarriere war beendet. Für den Angriff auf Bailey erhielt Shore eine Sperre von 16 Spielen, damals ein Drittel der gesamten Saison, und Horner wurde für den Rest des Jahres gesperrt.
Das Spiel selbst wurde von Walter Gilhooley vorgeschlagen. Dieser Vorschlag wurde am 24. Januar 1934 nach einem Treffen des NHL Board of Governors angenommen. Am 14. Februar 1934 fand dann das erste NHL-All-Star-Spiel statt. Bei dieser Gelegenheit sperrten die Toronto Maple Leafs die von Ace Bailey getragene Trikotnummer 6. Dies war zugleich die erste Nummer, die in der NHL gesperrt wurde. Bei dem Spiel traten die Toronto Maple Leafs gegen eine Auswahl von Spielern der restlichen sieben NHL-Mannschaften an und gewannen mit 7:3. Ein bemerkenswerter Moment fand vor dem Spiel statt, als Ace Bailey Eddie Shore sein All-Star-Trikot überreichte, um zu demonstrieren, dass er ihm vergeben hatte.

### Howie Morenz Memorial Game

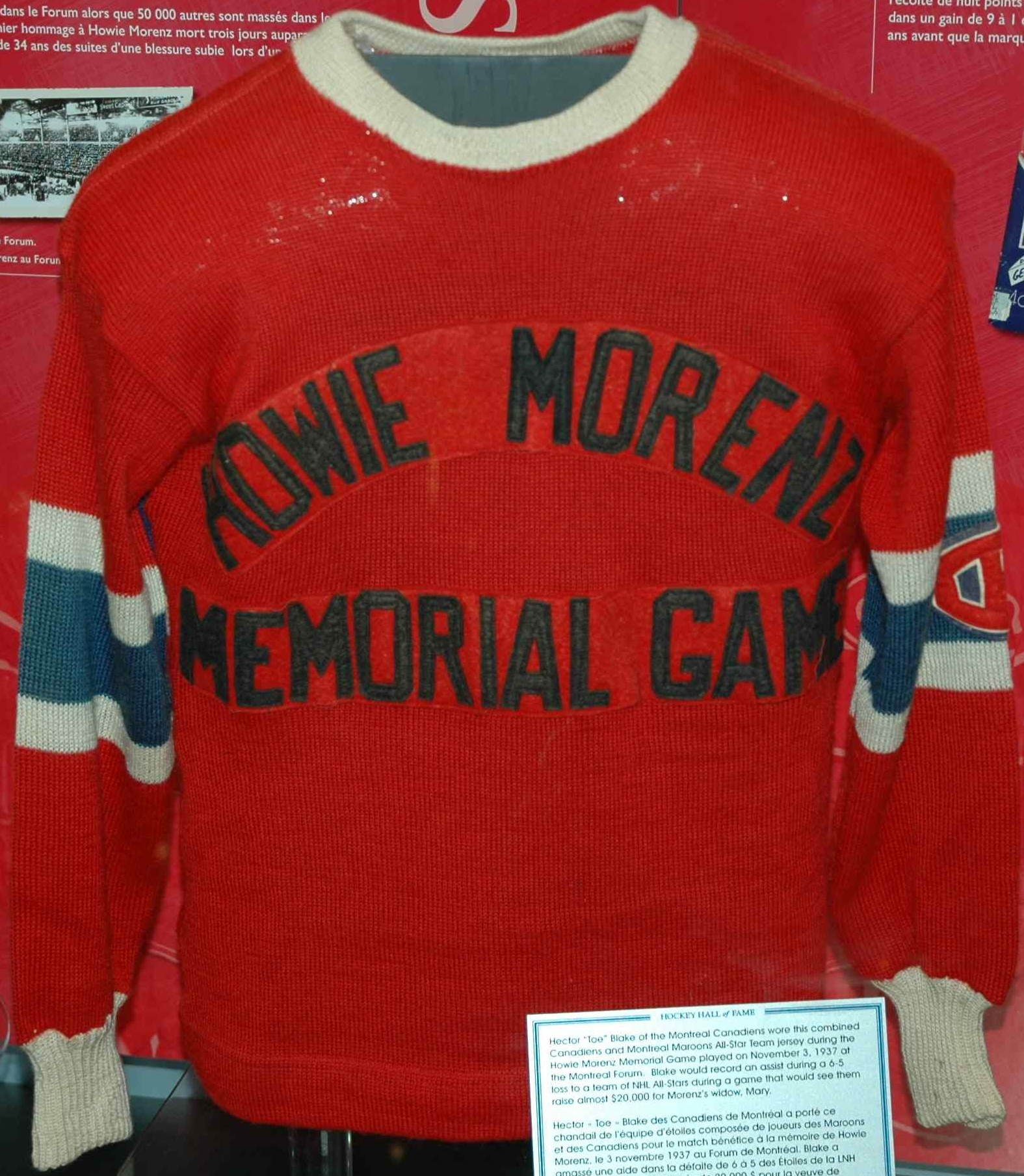
Toe Blakes Trikot beim Howie Morenz Memorial Game

Howie Morenz war einer der besten Spieler der National Hockey League in den 1930er Jahren. Jedoch wurde seine Karriere während eines Spiels zwischen den Montréal Canadiens und den Chicago Black Hawks am 28. Januar 1937 im Montréal Forum beendet. Während des Spiels wurde Morenz von Chicagos Spieler Earl Seibert in die Bande gecheckt. Es sah wie ein normaler Check aus, doch da die Banden damals noch aus Holz gefertigt wurden, brach das Bein von Morenz an fünf verschiedenen Stellen oberhalb des Knöchels.
Morenz wurde auf einer Trage vom Eis gebracht und ins Krankenhaus eingeliefert, wo er am 8. März an einem Herzinfarkt verstarb. Während Morenz noch im Krankenhaus war, wurden schon Pläne für ein Benefizspiel geschmiedet. Dieses Spiel fand am 3. November 1937 statt. Bei dem Spiel traten Spieler der Montréal Canadiens und Montreal Maroons gegen eine Auswahl von Spielern der restlichen Teams an, die das Spiel mit 6:5 gewannen. Die Rückennummer 7 von Howie Morenz wurde später von den Montréal Canadiens gesperrt.

### Babe Siebert Memorial Game
Nach den Benefizspielen für Bailey und Morenz fand am 29. Oktober 1939 ein Spiel im Montréal Forum zu Ehren von Babe Siebert statt. Siebert war als Spieler zwischen 1925 und 1939 für die Montreal Maroons, New York Rangers, Boston Bruins und Montréal Canadiens aktiv gewesen und sollte nach seinem Rücktritt im Sommer 1939 neuer Cheftrainer der Canadiens werden. Durch einen tragischen Badeunfall, bei dem er verstarb, kam es jedoch nie dazu.
Im Spiel trafen die Montréal Canadiens auf eine Auswahl von NHL-Stars, die das Spiel vor einer Kulisse von 6.000 Zuschauern mit 5:2 gewannen. Die eingenommenen 15.000 Dollar kamen seiner Frau und seinen beiden Töchtern zugute.

### Die offiziellen Spiele
Seit der Saison 1947/48 findet das NHL-All-Star-Spiel jährlich statt. Viermal fand das Spiel seitdem nicht mehr statt: 1966 wurde das Spiel vom Anfang der Saison auf die Halbzeit der Saison verlegt. 1979 wurde der Challenge Cup ausgespielt, 1987 wurde das Rendez-vous ’87 ausgetragen, 1995 war die Saison aufgrund eines Streiks der National Hockey League Players Association verkürzt, ebenso 2005. Im Jahr 2006 fand das Spiel aufgrund der Olympischen Winterspiele in Turin nicht statt, ebenso 2010, als die Winterspiele im kanadischen Vancouver stattfanden.
Das erste NHL-All-Star-Spiel wurde am 13. Oktober 1947 im Maple Leaf Gardens ausgetragen. Das Spiel wurde bis zur Saison 1967/68 nach folgendem Modus ausgetragen. Der jeweilige amtierende Stanley-Cup-Sieger trat gegen eine Auswahl der restlichen Teams an.
Für dieses Spiel wurden Glasscheiben anstelle des sonst üblichen Stacheldrahts montiert. Hierüber beschwerten sich die Fans, da die Geräusche der Checks an den Banden gedämpfter klangen. Vor dem Spiel bekam der amtierende Champion diverse Geschenke, wie beispielsweise Golfbälle, Zigarettenschachteln, Krawatten, Taschenmesser, Uhren überreicht. Am Ende gewannen die All-Stars gegen die Leafs mit 4:3.
Normalerweise wird das All-Star-Spiel immer im Stadion des amtierenden Meisters ausgetragen. Das zweite Spiel fand jedoch im Chicago Stadium statt, da dies bei den Vertragsverhandlungen zum ersten Spiel so vereinbart wurde. Aufgrund von Terminschwierigkeiten wurde das zweite Spiel erst ausgetragen, als die Saison schon drei Wochen alt war und nicht wie üblicherweise für die nächsten 20 Jahre vor Saisonbeginn.
1950 gewann erstmals der amtierende Stanley-Cup-Champion das All-Star-Spiel mit 7:1. Da dieses Spiel ziemlich einseitig verlief, wurde über eine Modusänderung nachgedacht, um das Spiel ausgeglichener und wieder attraktiver für die Fans zu gestalten. Eine Gedankenspielerei war das Spiel komplett zu streichen und dafür das Finale um den Stanley Cup auf neun Spiele zu erweitern. Eine weitere Idee war ein US-amerikanisches gegen ein kanadisches Team antreten zu lassen.
Schließlich wurde beim 5. All-Star-Spiel der Modus geändert. Das erste NHL-All-Star-Team trat gegen das zweite NHL-All-Star-Team an. Die restlichen Spieler des ersten Teams wurden aus amerikanischen Mannschaften ausgewählt, die restlichen Spieler des zweiten Teams von den Toronto Maple Leafs und den Montréal Canadiens. Das Spiel endete 2:2 und die Fans waren wieder enttäuscht. Im nächsten Jahr wurde dasselbe Auswahlformat verwendet und das Spiel endete nach 60 Minuten 1:1.
Aufgrund zahlreicher Kritik und der unattraktiven Spielweise kehrte die NHL wieder zum ursprünglichen Format zurück. Die Kritik bestand unter anderem darin, dass häufig Mannschaftskollegen bei dem neuen Format gegeneinander antraten und das der Zeitpunkt des Spiels in den USA mit der World Series im Baseball und der National Football League kollidierte. Daraufhin schlug ein Redakteur des Toronto Star, Red Burnett, vor, das Spiel in die Mitte der Saison zu verlegen und die Spieler durch Fans wählen zu lassen.
In der Saison 1967/68 wurde das Spiel dann in die Mitte der Saison verlegt, teilweise um die sechs neuen Teilnehmer zu bewerben. Weil das Spiel jetzt während der Saison stattfand, musste man sich Gedanken zur Spielerauswahl machen, da nach dem alten Modus die Spieler jetzt schon ein Jahr bevor das Spiel stattfand, ausgewählt worden wären. Außerdem wäre die Meistermannschaft nicht mehr unbedingt mit der Mannschaft identisch gewesen, die vorher den Cup gewonnen hatte.
Das 21. All-Star-Spiel ein Jahr später war eine traurige Veranstaltung. Am 14. Januar 1968, zwei Tage vor dem Spiel wurde Bill Masterton von zwei Spielern der Oakland Seals gecheckt und erlag daraufhin seinen Verletzungen. Das Spiel selber wurde von der Diskussion über eine Helmpflicht überschattet. Dies war das letzte Spiel nach dem alten Format. Zukünftig sollte ein All-Star-Team der Eastern Conference gegen ein Team der Western Conference antreten. Die Absicht war die Möglichkeit das Spiel in jeder beliebigen Stadt austragen zu können, wobei jeweils abwechselnd ein Team der jeweiligen Conference mit der Ausrichtung betraut wurde. Ferner sollten die besten Spieler der laufenden Saison und nicht der vergangenen Saison in den Teams vertreten sein. Beim 22. All-Star-Spiel war letztmals der amtierende Meister der Ausrichter der Veranstaltung. Erster Veranstalter als Nichtmeister waren die St. Louis Blues aus der Western Conference. Beim 26. All-Star-Spiel erhielt der wertvollste Spieler der Partie (MVP) erstmals ein Auto als Prämie.
1978, nachdem in der NHL das Interesse am internationalen Eishockey wieder erwacht war, beschloss die Liga das All-Star-Spiel des Jahres 1979 durch eine drei Spiele umfassende Serie zu ersetzen. Bei dieser Serie – Challenge Cup genannt – sollten die besten Spieler der NHL gegen die besten Spieler der Sowjetunion antreten. Dies war auch das erste Mal, dass die Fans die Spieler mitwählen konnten. Weil sich die NHL-Spieler jedoch nur drei Tage auf die Serie gemeinsam vorbereiten konnten, verloren die NHL-Spieler die Serie mit 2:1, wobei das letzte Spiel deutlich mit 6:0 verloren wurde.
Über die nächsten Jahre schwand das Interesse am All-Star-Spiel, da es einige Spieler vorzogen nicht anzutreten und potentielle Veranstalter absagten. Beim 37. All-Star-Spiel 1985 wurden erstmals Ehrenkapitäne gewählt. Ferner durften erstmals die Fans die sechs startenden Spieler pro Team wählen. Eine Möglichkeit, die schon lange von der National Basketball Association, National Football League und Major League Baseball ausgeübt wurde. Dadurch wollte die NHL das Medieninteresse erhöhen. Diese Maßnahme sollte schon im nächsten Jahr Früchte tragen.
1987 wurde Rendez-vous ’87 im Colisée de Québec von Québec City ausgetragen. Wieder traten die NHL-Stars gegen die Mannschaft der Sowjetunion an. Um eine erneute Blamage wie 1979 zu vermeiden, wurde eine Serie über zwei Spiele ausgetragen. Die Serie endete 1:1. Während der Serie sagte der damalige Präsident der NHL John Ziegler, dass sowjetische Spieler niemals in der NHL spielen könnten und das NHL-Spieler niemals an Olympischen Winterspielen teilnehmen würden. Mittlerweile spielen ehemals sowjetische Spieler in der NHL und NHL-Spieler nehmen an den Olympischen Winterspielen teil.
Während des 41. All-Star-Spiels 1990 wurden die NHL All-Star Skills Competition und das „Heroes of Hockey“-Spiel eingeführt. 1998 zum 48. All-Star-Spiel wurde das Format gewechselt, um die erstmalige Teilnahme der NHL-Spieler bei den Olympischen Spielen zu bewerben. Für die nächsten fünf Jahre trat eine nordamerikanische Auswahl gegen eine internationale Auswahl der NHL-Spieler an.
Das letzte „Heroes of Hockey“-Spiel im Rahmen des All-Star Wochenendes fand 2001 statt. Ab 2002 wurde es durch das dreimal 10 Minuten dauernde YoungStars Game abgelöst.
Im Jahr 2003 wurde der Austragungsmodus wieder auf Ost gegen West geändert. Eine weitere Änderung fand 2011 zum 58. All-Star-Spiel statt. Die ersten sechs Spieler wurden von den Fans gewählt und wurden mit von der NHL ausgewählten Spielern ergänzt. Diese bildeten zwei Mannschaften, die aus ihrer Mitte den Kapitän bestimmten, nach dem das Team benannt wurde.
Ab 2016 trafen die vier Divisions in einem Turnierformat aufeinander. Gespielt wurde seitdem mit jeweils drei Feldspielern und einer Spielzeit von zwei Mal zehn Minuten. Dies änderte sich 2024, als man zu von der NHL festgelegten Kapitänen überging, die die Mannschaften dann im Sinne eines Fantasy Drafts zusammenstellten.

## All-Star-Game-Ergebnisse
| Jahr   | Sieger | Ergebnis | Verlierer | All-Star Game MVP | Gastgeber |
| ------ | --- | --- | --- | --- | --- |
| 1947   | All-Stars | 4:3 | Toronto Maple Leafs | nicht benannt | Toronto Maple Leafs |
| 1948   | All-Stars | 3:1 | Toronto Maple Leafs | nicht benannt | Chicago Black Hawks |
| 1949   | All-Stars | 3:1 | Toronto Maple Leafs | nicht benannt | Toronto Maple Leafs |
| 1950   | Detroit Red Wings | 7:1 | All-Stars | nicht benannt | Detroit Red Wings |
| 1951   | First All-Star-Team | 2:2 | Second All-Star-Team | nicht benannt | Toronto Maple Leafs |
| 1952   | First All-Star-Team | 1:1 | Second All-Star-Team | nicht benannt | Detroit Red Wings |
| 1953   | All-Stars | 3:1 | Montréal Canadiens | nicht benannt | Montréal Canadiens |
| 1954   | All-Stars | 2:2 | Detroit Red Wings | nicht benannt | Detroit Red Wings |
| 1955   | Detroit Red Wings | 3:1 | All-Stars | nicht benannt | Detroit Red Wings |
| 1956   | All-Stars | 1:1 | Montréal Canadiens | nicht benannt | Montréal Canadiens |
| 1957   | All-Stars | 5:3 | Montréal Canadiens | nicht benannt | Montréal Canadiens |
| 1958   | Montréal Canadiens | 6:3 | All-Stars | nicht benannt | Montréal Canadiens |
| 1959   | Montréal Canadiens | 6:1 | All-Stars | nicht benannt | Montréal Canadiens |
| 1960   | All-Stars | 2:1 | Montréal Canadiens | nicht benannt | Montréal Canadiens |
| 1961   | All-Stars | 3:1 | Chicago | nicht benannt | Chicago Black Hawks |
| 1962   | Toronto Maple Leafs | 4:1 | All-Stars | Eddie Shack, Toronto Maple Leafs                                                                                          | Toronto Maple Leafs |
| 1963   | All-Stars | 3:3 | Toronto Maple Leafs | Frank Mahovlich, All-Stars                                                                                                | Toronto Maple Leafs |
| 1964   | All-Stars | 3:2 | Toronto Maple Leafs | Jean Béliveau, All-Stars                                                                                                  | Toronto Maple Leafs |
| 1965   | All-Stars | 5:2 | Montréal Canadiens | Gordie Howe, All-Stars | Montréal Canadiens |
| 1966   | kein Spiel, da das Spiel vom Saisonbeginn in die Saisonmitte verschoben wurde                                             | kein Spiel, da das Spiel vom Saisonbeginn in die Saisonmitte verschoben wurde                                             | kein Spiel, da das Spiel vom Saisonbeginn in die Saisonmitte verschoben wurde                                             | kein Spiel, da das Spiel vom Saisonbeginn in die Saisonmitte verschoben wurde                                             | kein Spiel, da das Spiel vom Saisonbeginn in die Saisonmitte verschoben wurde                                             |
| 1967   | Montréal Canadiens | 3:0 | All-Stars | Henri Richard, Montréal Canadiens                                                                                         | Montréal Canadiens |
| 1968   | Toronto Maple Leafs | 4:3 | All-Stars | Bruce Gamble, Toronto Maple Leafs                                                                                         | Toronto Maple Leafs |
| 1969   | West Division | 3:3 | East Division | Frank Mahovlich, East Division                                                                                            | Montréal Canadiens |
| 1970   | East Division | 4:1 | West Division | Bobby Hull, East Division                                                                                                 | St. Louis Blues |
| 1971   | West Division | 2:1 | East Division | Bobby Hull, West Division                                                                                                 | Boston Bruins |
| 1972   | East Division | 3:2 | West Division | Bobby Orr, East Division                                                                                                  | Minnesota North Stars |
| 1973   | East Division | 5:4 | West Division | Greg Polis, West Division                                                                                                 | New York Rangers |
| 1974   | West Division | 6:4 | East Division | Garry Unger, West Division                                                                                                | Chicago Black Hawks |
| 1975   | Prince of Wales Conference                                                                                                | 7:1 | Campbell Conference | Syl Apps junior, Wales Conference                                                                                         | Montréal Canadiens |
| 1976   | Prince of Wales Conference                                                                                                | 7:5 | Campbell Conference | Pete Mahovlich, Wales Conference                                                                                          | Philadelphia Flyers |
| 1977   | Prince of Wales Conference                                                                                                | 4:3 | Campbell Conference | Rick Martin, Wales Conference                                                                                             | Vancouver Canucks |
| 1978   | Prince of Wales Conference                                                                                                | 3:2 (OT) | Campbell Conference | Billy Smith, Campbell Conference                                                                                          | Buffalo Sabres |
| 1979   | kein Spiel, da stattdessen der Challenge Cup zwischen einer Vertretung der NHL und dem Team der UdSSR ausgetragen wurde   | kein Spiel, da stattdessen der Challenge Cup zwischen einer Vertretung der NHL und dem Team der UdSSR ausgetragen wurde   | kein Spiel, da stattdessen der Challenge Cup zwischen einer Vertretung der NHL und dem Team der UdSSR ausgetragen wurde   | kein Spiel, da stattdessen der Challenge Cup zwischen einer Vertretung der NHL und dem Team der UdSSR ausgetragen wurde   | kein Spiel, da stattdessen der Challenge Cup zwischen einer Vertretung der NHL und dem Team der UdSSR ausgetragen wurde   |
| 1980   | Prince of Wales Conference                                                                                                | 6:3 | Campbell Conference | Reggie Leach, Campbell Conference                                                                                         | Detroit Red Wings |
| 1981   | Campbell Conference | 4:1 | Prince of Wales Conference                                                                                                | Mike Liut, Campbell Conference                                                                                            | Los Angeles Kings |
| 1982   | Prince of Wales Conference                                                                                                | 4:2 | Campbell Conference | Mike Bossy, Wales Conference                                                                                              | Washington Capitals |
| 1983   | Campbell Conference | 9:3 | Prince of Wales Conference                                                                                                | Wayne Gretzky, Campbell Conference                                                                                        | New York Islanders |
| 1984   | Prince of Wales Conference                                                                                                | 7:6 | Campbell Conference | Don Maloney, Wales Conference                                                                                             | New Jersey Devils |
| 1985   | Prince of Wales Conference                                                                                                | 6:4 | Campbell Conference | Mario Lemieux, Wales Conference                                                                                           | Calgary Flames |
| 1986   | Prince of Wales Conference                                                                                                | 4:3 (OT) | Campbell Conference | Grant Fuhr, Campbell Conference                                                                                           | Hartford Whalers |
| 1987   | kein Spiel, da stattdessen das Rendez-vous ’87 zwischen einer Vertretung der NHL und dem Team der UdSSR ausgetragen wurde | kein Spiel, da stattdessen das Rendez-vous ’87 zwischen einer Vertretung der NHL und dem Team der UdSSR ausgetragen wurde | kein Spiel, da stattdessen das Rendez-vous ’87 zwischen einer Vertretung der NHL und dem Team der UdSSR ausgetragen wurde | kein Spiel, da stattdessen das Rendez-vous ’87 zwischen einer Vertretung der NHL und dem Team der UdSSR ausgetragen wurde | kein Spiel, da stattdessen das Rendez-vous ’87 zwischen einer Vertretung der NHL und dem Team der UdSSR ausgetragen wurde |
| 1988   | Prince of Wales Conference                                                                                                | 6:5 (OT) | Campbell Conference | Mario Lemieux, Wales Conference                                                                                           | St. Louis Blues |
| 1989   | Campbell Conference | 9:5 | Prince of Wales Conference                                                                                                | Wayne Gretzky, Campbell Conference                                                                                        | Edmonton Oilers |
| 1990   | Prince of Wales Conference                                                                                                | 12:7 | Campbell Conference | Mario Lemieux, Wales Conference                                                                                           | Pittsburgh Penguins |
| 1991   | Campbell Conference | 11:5 | Prince of Wales Conference                                                                                                | Vincent Damphousse, Campbell Conference                                                                                   | Chicago Blackhawks |
| 1992   | Campbell Conference | 10:6 | Prince of Wales Conference                                                                                                | Brett Hull, Campbell Conference                                                                                           | Philadelphia Flyers |
| 1993   | Prince of Wales Conference                                                                                                | 16:6 | Campbell Conference | Mike Gartner, Wales Conference                                                                                            | Montréal Canadiens |
| 1994   | Eastern Conference | 9:8 | Western Conference | Mike Richter, Eastern Conference                                                                                          | New York Rangers |
| 1995   | kein Spiel wegen des Lockout bis Mitte der Saison                                                                         | kein Spiel wegen des Lockout bis Mitte der Saison                                                                         | kein Spiel wegen des Lockout bis Mitte der Saison                                                                         | kein Spiel wegen des Lockout bis Mitte der Saison                                                                         | kein Spiel wegen des Lockout bis Mitte der Saison                                                                         |
| 1996   | Eastern Conference | 5:4 | Western Conference | Ray Bourque, Eastern Conference                                                                                           | Boston Bruins |
| 1997   | Eastern Conference | 11:7 | Western Conference | Mark Recchi, Eastern Conference                                                                                           | San Jose Sharks |
| 1998   | North America | 8:7 | World | Teemu Selänne, World | Vancouver Canucks |
| 1999   | North America | 8:6 | World | Wayne Gretzky, North America                                                                                              | Tampa Bay Lightning |
| 2000   | World | 9:4 | North America | Pawel Bure, World | Toronto Maple Leafs |
| 2001   | North America | 14:12 | World | Bill Guerin, North America                                                                                                | Colorado Avalanche |
| 2002   | World | 8:5 | North America | Éric Dazé, North America                                                                                                  | Los Angeles Kings |
| 2003   | Western Conference | 6:5 (SO) | Eastern Conference | Dany Heatley, Eastern Conference                                                                                          | Florida Panthers |
| 2004   | Eastern Conference | 6:4 | Western Conference | Joe Sakic, Western Conference                                                                                             | Minnesota Wild |
| 2005   | kein Spiel wegen des Lockout                                                                                              | kein Spiel wegen des Lockout                                                                                              | kein Spiel wegen des Lockout                                                                                              | kein Spiel wegen des Lockout                                                                                              | kein Spiel wegen des Lockout                                                                                              |
| 2006   | kein Spiel wegen der Olympischen Winterspiele in Turin                                                                    | kein Spiel wegen der Olympischen Winterspiele in Turin                                                                    | kein Spiel wegen der Olympischen Winterspiele in Turin                                                                    | kein Spiel wegen der Olympischen Winterspiele in Turin                                                                    | kein Spiel wegen der Olympischen Winterspiele in Turin                                                                    |
| 2007   | Western Conference | 12:9 | Eastern Conference | Daniel Brière, Eastern Conference                                                                                         | Dallas Stars |
| 2008   | Eastern Conference | 8:7 | Western Conference | Eric Staal, Eastern Conference                                                                                            | Atlanta Thrashers |
| 2009   | Eastern Conference | 12:11 (SO) | Western Conference | Alexei Kowaljow, Eastern Conference                                                                                       | Montréal Canadiens |
| 2010   | kein Spiel wegen der Olympischen Winterspiele in Vancouver                                                                | kein Spiel wegen der Olympischen Winterspiele in Vancouver                                                                | kein Spiel wegen der Olympischen Winterspiele in Vancouver                                                                | kein Spiel wegen der Olympischen Winterspiele in Vancouver                                                                | kein Spiel wegen der Olympischen Winterspiele in Vancouver                                                                |
| 2011   | Team Lidström | 11:10 | Team Staal | Patrick Sharp, Team Staal                                                                                                 | Carolina Hurricanes |
| 2012   | Team Chára | 12:9 | Team Alfredsson | Marián Gáborík, Team Chára                                                                                                | Ottawa Senators |
| 2013   | kein Spiel wegen des Lockout                                                                                              | kein Spiel wegen des Lockout                                                                                              | kein Spiel wegen des Lockout                                                                                              | kein Spiel wegen des Lockout                                                                                              | kein Spiel wegen des Lockout                                                                                              |
| 2014   | kein Spiel wegen der Olympischen Winterspiele in Sotschi                                                                  | kein Spiel wegen der Olympischen Winterspiele in Sotschi                                                                  | kein Spiel wegen der Olympischen Winterspiele in Sotschi                                                                  | kein Spiel wegen der Olympischen Winterspiele in Sotschi                                                                  | kein Spiel wegen der Olympischen Winterspiele in Sotschi                                                                  |
| 2015   | Team Foligno | 12:17 | Team Toews | Ryan Johansen, Team Foligno                                                                                               | Columbus Blue Jackets |
| 2016 1 | Team Pacific | 1:0 | Team Atlantic | John Scott, Team Atlantic                                                                                                 | Nashville Predators |
| 2017 1 | Team Metropolitan | 4:3 | Team Pacific | Wayne Simmonds, Team Metropolitan                                                                                         | Los Angeles Kings |
| 2018 1 | Team Pacific | 5:2 | Team Atlantic | Brock Boeser, Team Pacific                                                                                                | Tampa Bay Lightning |
| 2019 1 | Team Metropolitan | 10:5 | Team Central | Sidney Crosby, Team Metropolitan                                                                                          | San Jose Sharks |
| 2020 1 | Team Pacific | 5:4 | Team Atlantic | David Pastrňák, Team Atlantic                                                                                             | St. Louis Blues |
| 2021   | kein Spiel wegen der COVID-19-Pandemie                                                                                    | kein Spiel wegen der COVID-19-Pandemie                                                                                    | kein Spiel wegen der COVID-19-Pandemie                                                                                    | kein Spiel wegen der COVID-19-Pandemie                                                                                    | kein Spiel wegen der COVID-19-Pandemie                                                                                    |
| 2022 1 | Team Metropolitan | 5:3 | Team Central | Claude Giroux, Team Metropolitan                                                                                          | Vegas Golden Knights |
| 2023   | Team Atlantic | 7:5 | Team Central | Matthew Tkachuk, Team Atlantic                                                                                            | Florida Panthers |
| 2024   | Team Matthews | 7:4 | Team McDavid | Auston Matthews | Toronto Maple Leafs |